# Sage Soldat
 (février 2024).
Pour les articles homonymes, voir Soldat (homonymie).
Sage Soldat est un artiste nigérien, né en 1987 à Tahoua, au Niger. Il est rappeur, chanteur, comédien et médiateur culturel. Il chante en français et dans sa langue maternelle, le haoussa. Il est le premier artiste nigérien à avoir pris la parole devant la tribune des Nations unies, le 13 juillet 2023, pour défendre l'accès des jeunes à internet et à la prise de décision.

## Biographie
Sage Soldat, de son nom d'état civil Ibrahim Oumarou Yacouba, est né en 1987 à Tahoua, une ville située sur l'axe Niamey-Agadez, au Niger. Il se passionne très tôt pour l'art, l'écriture, les poèmes, les proverbes et les mythes africains. Il se lance dans la musique quand il n'est encore qu'un jeune adolescent, sans connaître les codes ni la scène. Il commence par écrire des textes qu'il détourne ensuite en rap, en s'inspirant de grandes icônes de la musique reggae, comme Bob Marley, Alpha Blondy, Blacko ou Takana. Il obtient son master de droit des affaires à Niamey, mais il décide de se consacrer entièrement à la culture. Il suit une formation en arts et culture à l'Université de Niamey, puis une formation de six mois en France, au Centre National Dramatique d'Aubervilliers et à l'Ecole des Actes.

## Carrière musicale
Sage Soldat adopte ce nom de scène en 2009, année où il se fait connaître du public nigérien. Il pratique le rap, le reggae, le rock, le blues ou la musique traditionnelle, en les fusionnant dans ses compositions. Il chante en français et en haoussa, sa langue maternelle. Il sort un album de 13 titres, Ultime conviction, en 2021. Il se produit sur scène, en solo ou avec des musiciens, au Niger, en Côte d'Ivoire et au Sénégal. Il participe à des festivals, comme le Festival L'Arbre qui marche, en France, en 2023.
| Année | Titre             | Format | Label |
| ----- | ----------------- | ------ | ----- |
| 2021  | Ultime conviction | Album  |       |
| 2023  | Nouvel EP         | EP     |       |

## Engagement social et culturel
Sage Soldat est le premier artiste nigérien à intervenir devant la tribune des Nations unies, le 13 juillet 2023, lors d'une session sur les Objectifs du développement durable. Il y défend un meilleur accès des jeunes à internet et à la technologie, ainsi qu'à la participation citoyenne.